# Larissa Latynina
Larissa Semionovna Latynina (en russe : Лариса Семёновна Латынина, transcription anglaise : Larisa Semyonovna Latynina), née Diriy le 27 décembre 1934 à Kherson en République socialiste soviétique d'Ukraine, est une gymnaste soviétique puis russe qui est la première sportive à avoir remporté neuf titres olympiques. Pendant exactement 48 ans, elle a été la sportive olympique la plus médaillée de l'histoire des Jeux, été et hiver compris, avec 18 médailles (9 d'or, 5 d'argent et 4 de bronze). Ce n'est qu'en 2012, lors des Jeux olympiques d'été de Londres en Grande-Bretagne, que son record fut battu par le nageur américain Michael Phelps.
En 1998, elle est honorée au Hall of Fame de la gymnastique.

## Biographie
Née Larissa Semionovna Diriy, elle pratiqua d'abord le ballet, mais se tourna vers la gymnastique parce que son chorégraphe avait quitté la ville. Elle obtint son diplôme d'études secondaires en 1953 et partit à Kiev pour étudier à l'Institut polytechnique de Lénine et continuer à s'entraîner. Là-bas, Latynina s'entraîna à la Burevestnik Voluntary Sports Society. Elle fit ses débuts internationaux à 19 ans, à l'occasion des championnats du monde 1954 à Rome, y remportant la médaille d'or dans la compétition par équipes.
Lors des jeux de 1956 à Melbourne, elle disputa les titres avec sa compatriote Sofia Mouratova et la Hongroise Ágnes Keleti. Celle-ci remporta les finales par agrès à la poutre, aux barres asymétriques, partageant avec Latynina le titre au sol. Celle-ci remporta toutefois les deux titres les plus recherchés, le concours par équipe et le titre olympique du concours général. Le podium de compétition fut marqué par une image forte: malgré l'annonce de la mort de sa mère lors de la répression de la révolution hongroise quelques jours avant le début des compétitions, Keleti se tourna vers sa rivale soviétique Latynina et lui serra la main en souriant. Latynina remportait finalement six médailles lors de ces Jeux, remportant également le saut de cheval et le concours par équipe. Sa récolte fut complétée par une médaille d'argent aux barres asymétriques et une médaille de bronze dans l'épreuve aux appareils par équipes, épreuve aujourd'hui disparue. Sa rivale hongroise remporta également six médailles (quatre médailles d'or et deux d'argent).
Les championnats du monde en 1958 furent un grand succès pour Latynina alors enceinte : elle remportait cinq des six titres en compétition, le seul titre lui échappant étant le sol où elle remporta la médaille d'argent. Latynina était la favorite pour le jeu de 1960 à Rome. Dans le concours général, elle remporta le titre devant trois autres concurrentes de l'Union soviétique. Ce faisant, les Soviétiques remportèrent la compétition par équipes par une marge de neuf points. Latynina défendit également avec succès son titre au sol, remporté les médailles d'argent à la poutre et aux barres asymétriques et la médaille de bronze au saut de cheval.
Latynina remporta encore les concours généraux (individuel et par équipe) aux championnats du monde en 1962 battant Věra Čáslavská et la Tchécoslovaquie. Aux jeux de 1964 à Tokyo, alors détentrice du titre du concours général individuel, elle fut battue par Věra Čáslavská, mais ajouta cependant deux nouvelles médailles d'or à sa collection, par équipes et au sol, remportant ses deux événements pour la troisième fois de suite. Seules trois autres sportives féminines ont réalisé l'exploit de remporter durant trois Jeux olympiques consécutifs la même épreuve individuelle : la nageuse australienne Dawn Fraser sur le 100 mètres nage libre entre 1956 et 1964, la nageuse hongroise Krisztina Egerszegi sur le 200 mètres dos entre 1988 et 96 et l'escrimeuse Valentina Vezzali au fleuret entre 2000 et 2008. Une médaille d'argent et deux de bronze sur les autres appareils l'amenèrent à un total de dix-huit médailles (neuf d'or, cinq d'argent et quatre de bronze). Elle remporta une médaille à chaque concours. Elle devint la seule gymnaste à remporter une médaille dans toutes les épreuves lors de deux Jeux olympiques.
Latynina se retira de la compétition après les championnats du monde en 1966 et devint entraîneuse de l'équipe nationale soviétique, poste qu'elle occupa jusqu'en 1977. Elle a aussi organisé les compétitions de gymnastique aux Jeux olympiques d'été de 1980 à Moscou.
En 2012, elle pose aux côtés de Michael Phelps sur une photographie d'Annie Leibovitz pour une publicité de Louis Vuitton.

## Palmarès

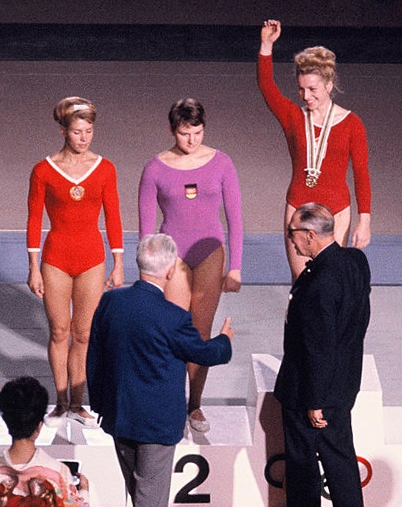
Larissa Latynina, Birgit Radochla et Věra Čáslavská sur le podium du saut aux Jeux olympiques d'été de 1964 à Tokyo.

### Jeux olympiques
- Melbourne 1956
  -  Médaille d'or au concours par équipes
  -  Médaille d'or au concours général individuel
  -  Médaille d'or au saut de cheval
  -  Médaille d'argent aux barres asymétriques
  - 4e à la poutre
  -  Médaille d'or au sol
  -  Médaille de bronze aux appareils par équipes

- Rome 1960
  -  Médaille d'or au concours par équipes
  -  Médaille d'or au concours général individuel
  -  Médaille de bronze au saut de cheval
  -  Médaille d'argent aux barres asymétriques
  -  Médaille d'argent à la poutre
  -  Médaille d'or au sol

- Tokyo 1964
  -  Médaille d'or au concours par équipes
  -  Médaille d'argent au concours général individuel
  -  Médaille d'argent au saut de cheval
  -  Médaille de bronze aux barres asymétriques
  -  Médaille de bronze à la poutre
  -  Médaille d'or au sol

### Championnats du monde
- Rome 1954
  -  Médaille d'or au concours par équipes
  - 14e au concours général individuel
  - 5e d'or au sol

- Moscou 1958
  -  Médaille d'or au concours par équipes
  -  Médaille d'or au concours général individuel
  -  Médaille d'or au saut de cheval
  -  Médaille d'or aux barres asymétriques
  -  Médaille d'or à la poutre
  -  Médaille d'argent au sol

- Prague 1962
  -  Médaille d'or au concours par équipes
  -  Médaille d'or au concours général individuel
  -  Médaille d'argent au saut de cheval
  -  Médaille de bronze aux barres asymétriques
  -  Médaille d'argent à la poutre
  -  Médaille d'or au sol

- Dortmund 1966
  -  Médaille d'argent au concours par équipes
  - 11e au concours général individuel

### Championnats d'Europe
- Bucarest 1957
  -  Médaille d'or au concours général individuel
  -  Médaille d'or au saut de cheval
  -  Médaille d'or aux barres asymétriques
  -  Médaille d'or à la poutre
  -  Médaille d'or au sol

- Leipzig 1961
  -  Médaille d'or au concours général individuel
  - 4e au saut de cheval
  -  Médaille d'argent aux barres asymétriques
  -  Médaille d'argent à la poutre
  -  Médaille d'or au sol

- Sofia 1965
  -  Médaille d'argent au concours général individuel
  -  Médaille de bronze au saut de cheval
  -  Médaille d'argent aux barres asymétriques
  -  Médaille d'argent à la poutre
  -  Médaille d'argent au sol